# Zwartwitte veldridderzwam
De zwartwitte veldridderzwam (Melanoleuca polioleuca) is een schimmel uit de stam der basidiomycoten. Paddenstoelen zijn te vinden van de lente tot de late herfst.

## Kenmerken

### Uiterlijke kenmerken
Hoed
De gladde, grijszwart tot donkerbruine hoed van het vruchtlichaam is aanvankelijk gewelfd, maar later vlak, vaak met een lichte bult in het midden. Hij bereikt een doorsnede van drie tot acht centimeter. 
Lamellen
De lamellen staan relatief dicht op elkaar. De witte lamellen worden na verloop van tijd crèmegrijs.
Steel
De steel heeft een knolvormige basis en is gewoonlijk langer dan de breedte van de hoed. Hij heeft een lengte van 35-85(-150) mm en een dikte van 3-8(-11) mm. De kleur is donkerbruin met overlangs lopende groeven en vezels. 
Geur en smaak
Het witte tot okerbruine vlees van de zwam heeft een zwakke geur en is eetbaar.
Sporenafdruk
De sporenafdruk is zeer bleek crème.

### Microscopische kenmerken
De basidia zijn 4-sporig en meten 25-40 x 6-10 μm. De sporen zijn wit, dunwandig, wrattig, amyloide, elipsevormig tot langwerpig en meten (5,5-) 6,5-9,0 (-9,5) x 4,0-5,0 (-5,5) μm (Q=1,3-1,9 en Q-avg=1,5-1,8). De cheilocystidia zijn dikwandig, spindelvormig, deels flesvormig, met vrij scherpe apex met kristallen en meten 40-75(-90) x 8-15 mu. De pleurocystidia zien er hetzelfde uit als de cheilocystidia. In het bovenste deel van de steel zijn spindelvormige caulocystidia aanwezig. De hoedhuid is ixotrichoderm.

## Ecologie
De zwartwitte veldridderzwam is een saprofyt en komt voor op voedselrijk zand in loof- en naaldbossen, parken, tuinen, graslanden en bermen.

## Verspreiding
De zwartwitte veldridderzwam komt voor in Noord- en Zuid-Amerika en in Europa.  De meeste waaremingen zijn gemeld in Europa.
In Nederland is het een algemene soort. De paddenstoel is te vinden in nazomer en herfst.

## Foto's

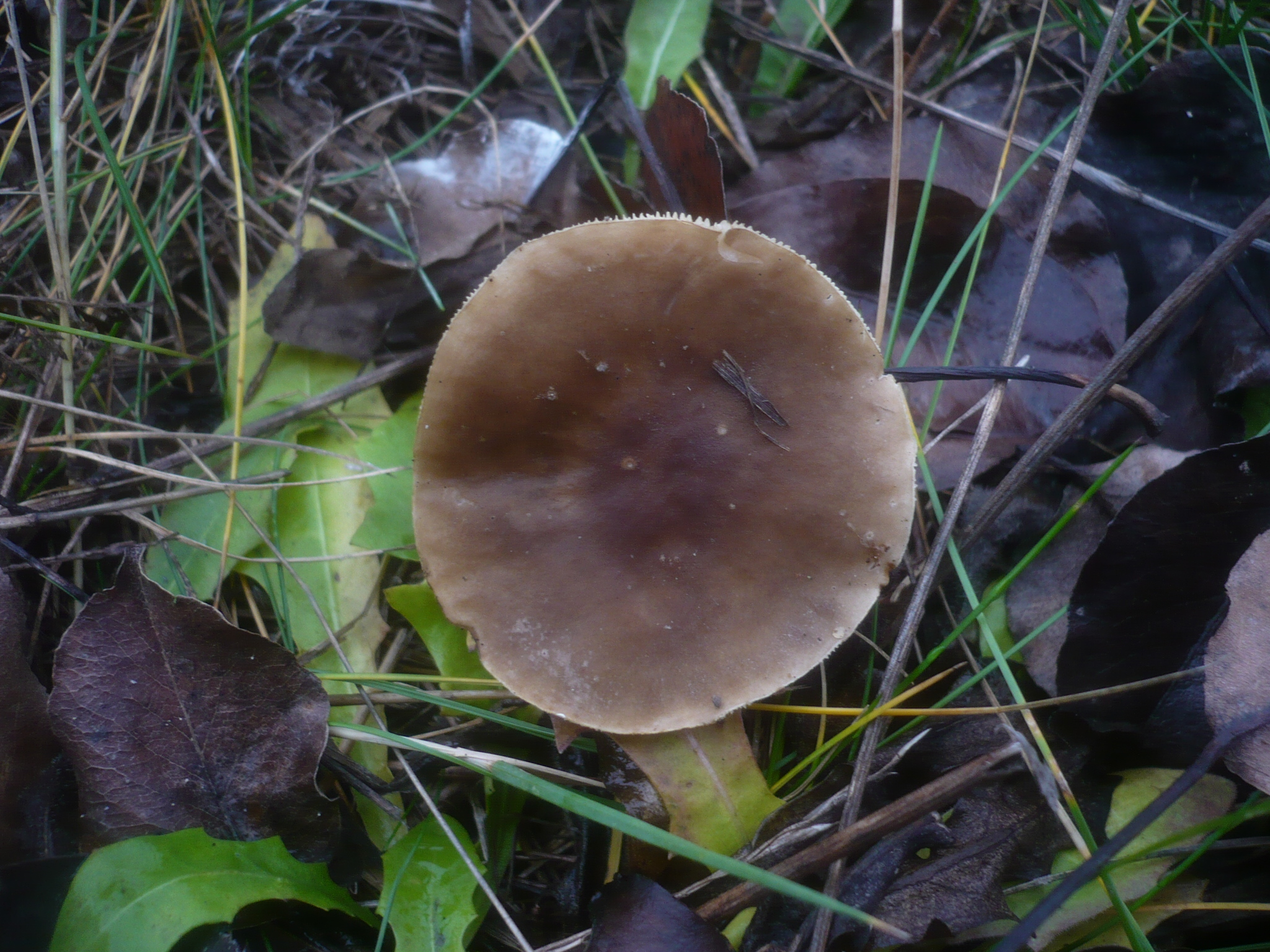
Hoed
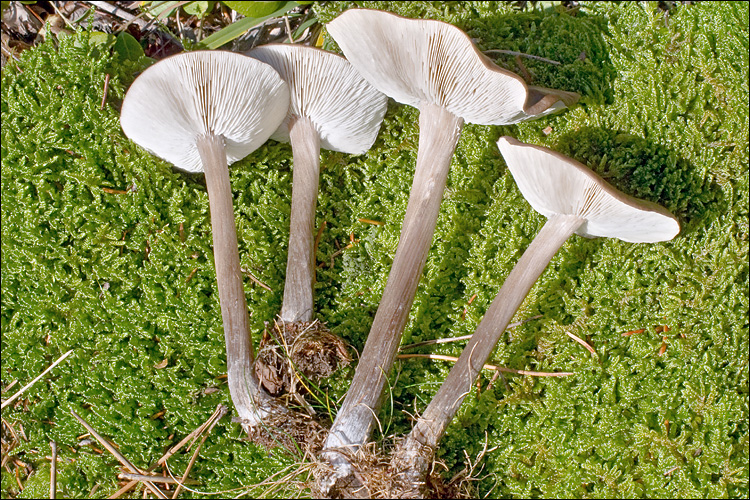
Steel en lamellen
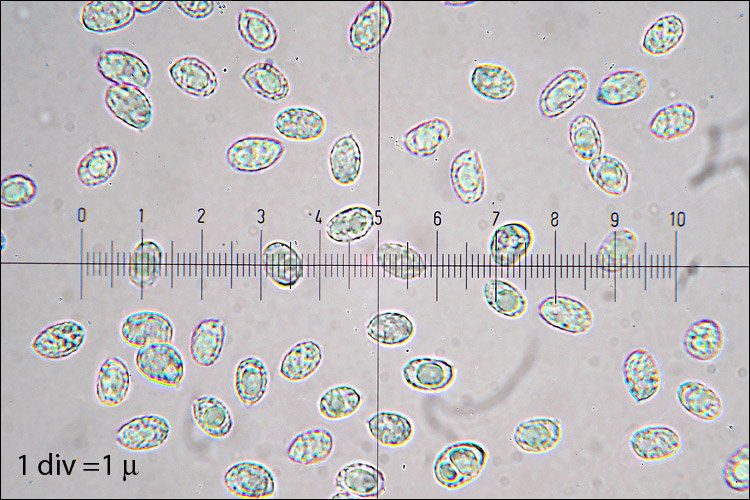
Sporen
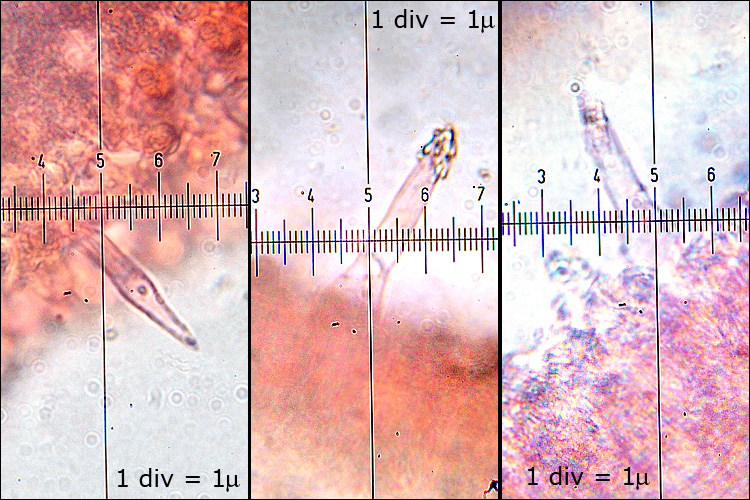
Cystidia
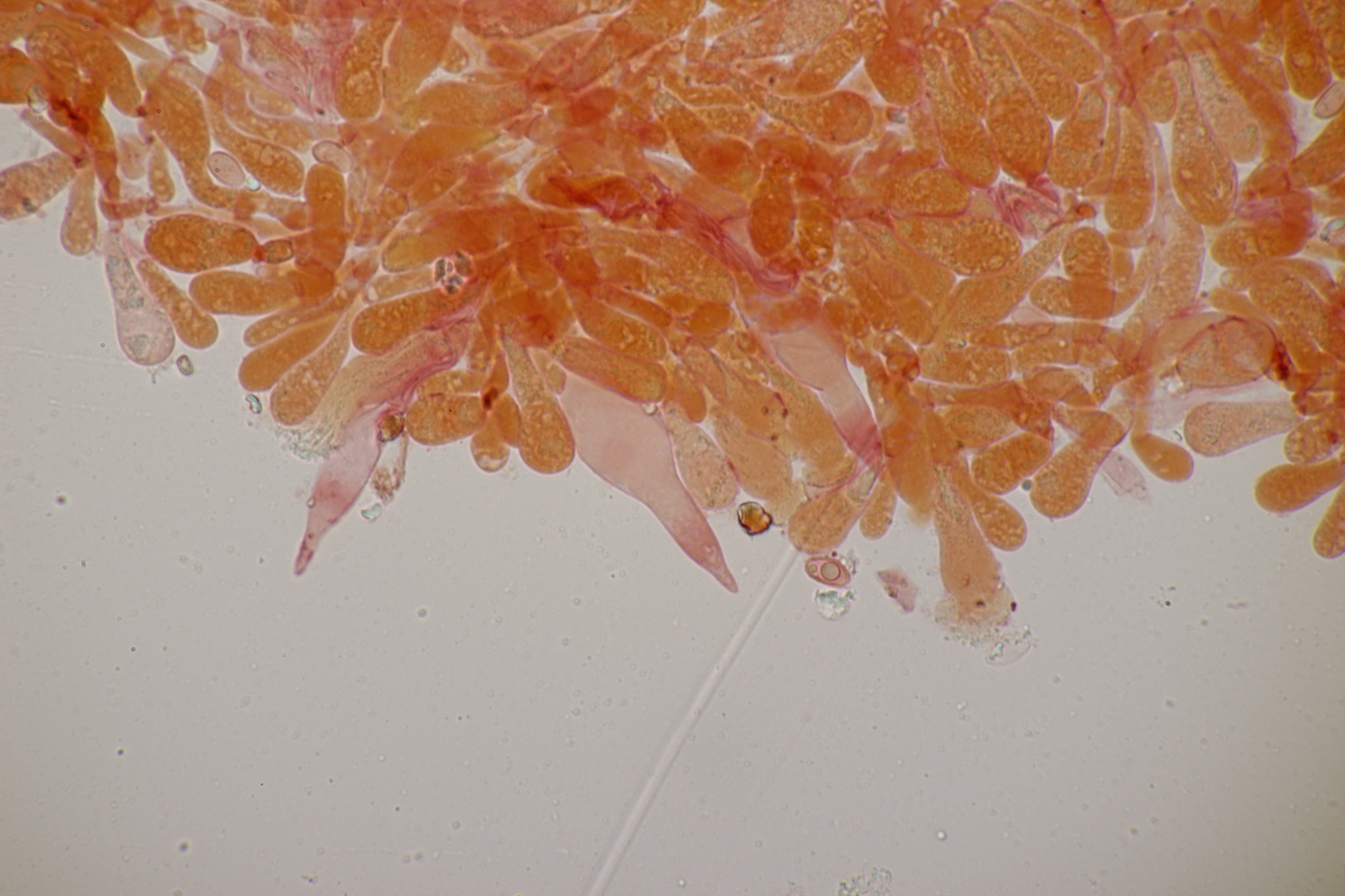
Basidia en cystidia
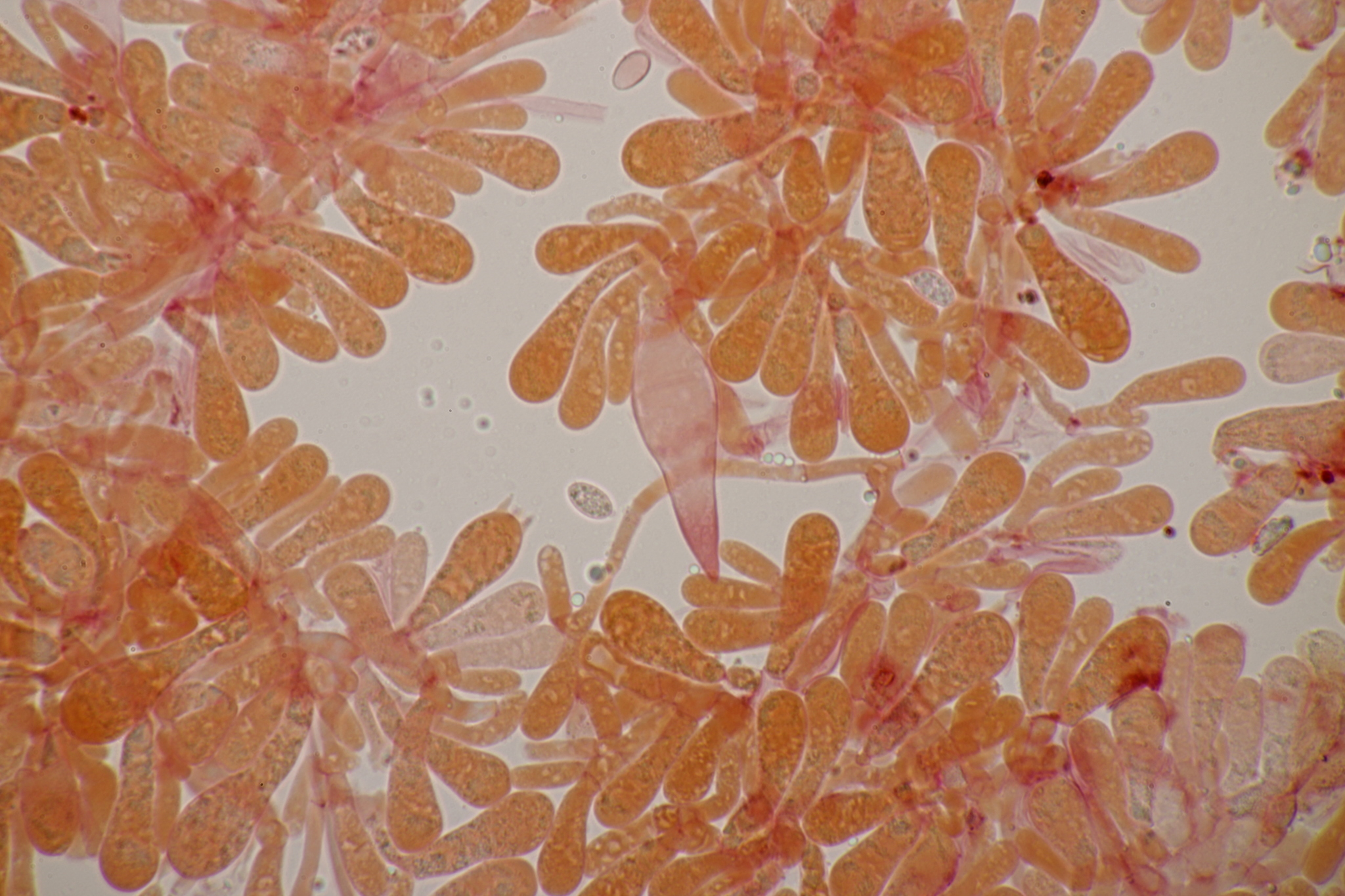
Basidia
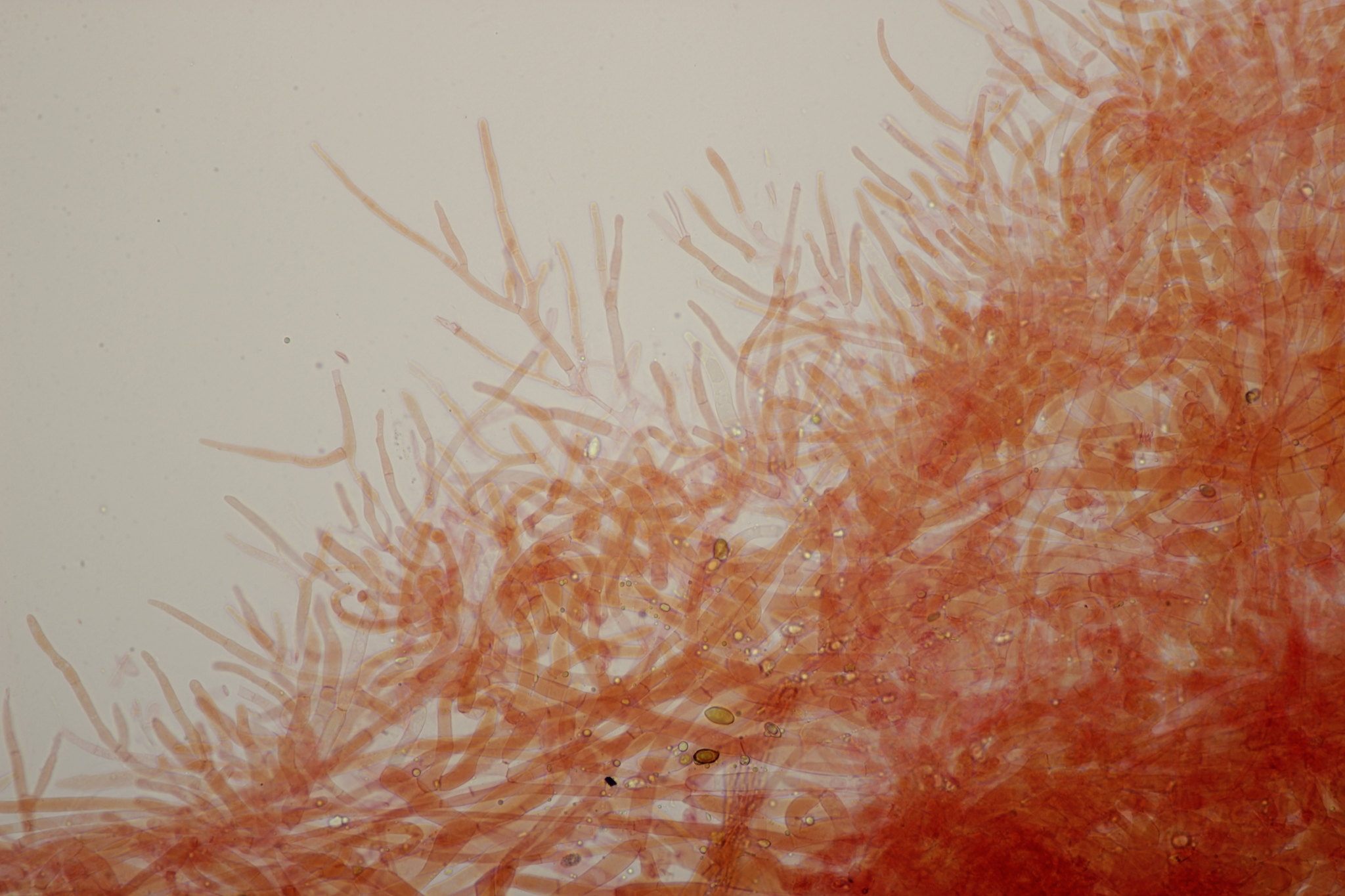